# Aerva leubnitziae
Aerva leubnitziae är en amarantväxtart som beskrevs av Carl Ernst Otto Kuntze. Aerva leubnitziae ingår i släktet Aerva och familjen amarantväxter. Inga underarter finns listade i Catalogue of Life.